# معركة سيلاريوس
 معركة سيلاروس  (بالإنجليزية: Battle of the Silarus)‏ هي معركة دارت في عام 212 ق.م بين جيش القرطاجي بقيادة حنبعل وقوة من الرومان بقيادة «ماركوس بينولا». انتصر القرطاجيون في المعركة، وتم تدمير الجيش الروماني بأكمله. كانت المعركة واحدة من المعارك النادرة التي يقود فيها حنبعل جيشاً أكبر من جيش خصومه في العدد.

## الوضع الاستراتيجي
رفع حنبعل الحصار عن كابوا بعد هزم جيشين رومانيين في معركة كابوا الأولى. قسم الرومان قواتهم، إلى جزئين أحدهما تحرك مع فلاكوس نحو كوماي، في حين سار الباقي مع بولتشر إلى لوسانيا. قرر حنبعل ملاحقة بولتشر.
تمكن بولتشر من التهرب من حنبعل، ولكن ماركوس سينتينيوس وهو قائد لإحدى كتائب جيش بولتشر، أرسل إلى مجلس الشيوخ الروماني أن يوجهوا معه قوة تحت قيادته ضد ليواجه حنبعل، مدعياً بأن علمه بتضاريس كامبانيا، سيمكنه من هزيمة القرطاجيين. والمثير للدهشة، وافق المجلس على طلبه، وتم فصل 8,000 جندي ليكونوا تحت خدمته، ثم إنضم إليهم 8,000 متطوع من الأقاليم الرومانية المجاورة. بينما سار أبيوس كلاوديوس بولتشر مع جيشه غرباً للانضمام إلى زميله بينولا، لقتال حنبعل.

## المعركة
على الرغم من أن سينتينيوس كان جنديا شجاعا، إلا أنه لم يكن بنفس البراعة كقائد. وحسبما ذكر تيتوس ليفيوس، كان لا يملك أدنى فكرة عن مكان وجود الجيش القرطاجي، في الوقت الذي كانت مجموعات استطلاع حنبعل قد حددت مكان الجيش الروماني.
تعرض جيش سينتينيوس لكمين نصبته قوات حنبعل، ودُمّر الجيش الروماني تماما. كان من أسباب الهزيمة، هروب حلفاء الرومان الإيطاليين، مما خلق حالة ذعر في صفوف الرومان. حاصر حنبعل الباقين ودمرهم. فيما يتعلق بالخسائر البشرية، تعتبر هذه أسوأ هزائم الرومان بعد معركة كاناي. لم ينج سوى 1,000 جندي من أصل 16,000 جندي روماني. أُرسل الناجين للانضمام إلى الناجين من كاناي في صقلية عقابا لهم على هروبهم من المعركة حتى نهاية الحرب.

## النتائج
بعد المعركة، لم يلاحق حنبعل جيش بولتشر، وبدلا من ذلك، سار شرقاً إلى بوليا، حيث الجيش الروماني بقيادة كوينتوس فلافيوس فلاكوس يحاصر مدناً حليفة مع القرطاجيين.